# Alfa Semedo
Alfa Semedo Esteves (Bissau, 30 de agosto de 1997) é um futebolista guineense que começou a sua carreira na formação do Sport Lisboa Benfica.

## Carreira
Nascido em Bissau, Semedo começou a jogar futebol no clube local Fidjus di Bideras. Em 2014, de 16 anos, mudou-se para Portugal e se juntou Benfica's jovens. Depois de jogar dois anos para a sua equipe de juniores, ele foi emprestado para Vilafranquense no Campeonato de Portugal para uma temporada. Em 8 de julho de 2017, ele assinou um contrato de quatro anos com o Moreirense na Liga NOS, com quem ele iria fazer sua estreia como profissional, em uma Taça da Liga jogo contra o Desportivo das Aves , em 30 de julho.
Após seu retorno para o Benfica, em julho de 2018, Semedo estreou pela equipa principal na 3-2 sobre o Vitória de Guimarães na Primeira Liga no dia 10 de agosto. Mais tarde, em 2 de outubro, ele fez o seu UEFA Champions League de estreia, marcando o seu primeiro golo da vitória do Benfica por 3-2 vitória fora de casa sobre o AEK Atenas, na UEFA Champions League na fase de grupos, terminando assim o primeiro em oito partidas série de derrotas na fase de grupos da competição.